# Dendrotriton bromeliacius
Dendrotriton bromeliacius es una especie de salamandra en la familia Plethodontidae.

## Distribución geográfica y hábitat
Habita en el departamento de San Marcos (Guatemala) y quizá en zonas adyacentes de México.
Su hábitat natural son los montanos húmedos tropicales o subtropicales. Su rango altitudinal oscila entre 1700 y 2700 m s. n. m..
Está amenazada de extinción debido a la destrucción de su hábitat.